# Bouvesse-Quirieu
 Bouvesse-Quirieu  es una población y comuna francesa, en la región de Ródano-Alpes, departamento de Isère, en el distrito de La Tour-du-Pin y cantón de Morestel.

## Demografía
| 926 | 1039 | 1038 | 1067 | 998 | 970 |
| Para los censos de 1962 a 1999 la población legal corresponde a la población sin duplicidades (Fuente: INSEE [Consultar]) |      |      |      |     |     |